# Robin Rimbaud
Pour les articles sur d'autres personnalités de même nom, voir Rimbaud (homonymie).
Robin Rimbaud alias « Scanner », né en 1964, à Battersea, Londres, est un artiste britannique.
Plasticien sonore, l'un des plus présents de la scène électronique depuis une dizaine d’années, il a réalisé plus de vingt albums sur des labels aussi prestigieux que Sub Rosa, New electronica ou encore Sulphur (son propre label).
Œuvrant majoritairement au sein du mouvement électronique, Robin Rimbaud est aussi le guitariste du groupe Githead.

## Voyeurisme et environnement sonore
Il s'attache à créer des espaces sonores qui mêlent les technologies à des modes non conventionnels, expérimentant différents champs tels que le sonore, l’espace, les images et les formes.
Au début de sa carrière, il s’est fait remarquer en tant que « pirate sonore », se voyant même qualifier de voyeur, détournant des conversations téléphoniques pour les réintégrer instantanément dans sa composition.